# Arkitektur DK
Arkitektur DK är en dansk arkitekturtidskrift, som utgivits sedan 1957 av Arkitektens Forlag med sex nummer om året.
Arkitektur DK fick 2014 utmärkelsen Årets kulturtidskrift i Norden.